# The Eras Tour
The Eras Tour là chuyến lưu diễn hòa nhạc thứ sáu của ca sĩ kiêm sáng tác nhạc người Mỹ Taylor Swift. Không thể tổ chức lưu diễn cho các album phòng thu Lover (2019), Folklore (2020) và Evermore (2020) vì đại dịch COVID-19, Swift tổ chức lưu diễn Eras Tour để quảng bá cho tất cả các album của cô ấy, bao gồm cả hai album mới nhất Midnights (2022) và The Tortured Poets Department (2024). Đây là chuyến lưu diễn sân vận động thứ hai của cô, sau Reputation Stadium Tour vào năm 2018. Chặng đầu tiên diễn ra tại Hoa Kỳ sẽ bắt đầu vào ngày 17 tháng 3 năm 2023 tại Glendale, Arizona và kết thúc vào ngày 17 tháng 8 năm 2024 tại London, Vương quốc Anh. Swift mô tả ý tưởng của chuyến lưu diễn là "hành trình xuyên qua tất cả các kỷ nguyên âm nhạc của tôi".
Các phương tiện truyền thông mô tả nhu cầu mua vé Eras Tour là "chưa từng có" và "khủng khiếp", với 3,5 triệu người đăng ký mua vé trước từ Ticketmaster cho chặng đầu tiên diễn ra ở Hoa Kỳ. Trang web của công ty bị sập vào ngày 15 tháng 11, ngay sau khi đợt bán vé bắt đầu, 2 triệu vé tham dự chuyến lưu diễn đã được bán vào ngày hôm đó, phá kỷ lục mọi thời đại về số lượng vé hòa nhạc được bán nhiều nhất trong một ngày. Ticketmaster đã vấp phải tranh cãi và chỉ trích rộng rãi vì những sai phạm trong công tác mở bán vé. Với doanh thu hơn 1 tỷ đô la chỉ với 60 trên 149 đêm diễn, Eras Tour đã trở thành chuyến lưu diễn có doanh thu cao nhất mọi thời đại.
Một bộ phim hòa nhạc đi kèm mang tên Những kỷ nguyên của Taylor Swift đã được phát hành ở nhiều rạp phim trên toàn thế giới vào ngày 13 tháng 10 năm 2023. Phim ghi lại các buổi biểu diễn Eras Tour ở Los Angeles, việc phát hành bộ phim là một thỏa thuận phân phối ít phổ biến khi sự phát hành này không thông qua các hãng phim lớn. Những kỷ nguyên của Taylor Swift được giới phê bình đánh giá cao đồng thời phim đã trở thành bộ phim hòa nhạc có doanh thu cao nhất mọi thời đại.

## Phát triển
Trong những ngày trước khi phát hành Midnights, vào 18 tháng 10 năm 2022, trang web của Swift tại Vương quốc Anh đã gián tiếp xác nhận một chuyến lưu diễn sắp tới.  Việc đặt hàng trước Midnights trên cửa hàng ở Vương quốc Anh dẫn đến "quyền truy cập mã bán trước đặc biệt cho các ngày biểu diễn sắp tới và chưa được công bố của Taylor Swift tại Vương quốc Anh."  Vào ngày 24 tháng 10, Swift chia sẻ trên The Tonight Show Starring Jimmy Fallon rằng cô "nên đi lưu diễn" và "khi đến lúc, cô sẽ thực hiện". Ngày 28 tháng 10 tại The Graham Norton Show cô xác nhận sẽ có một chuyến lưu diễn mới sớm diễn ra.
Vào ngày 1 tháng 11 năm 2022, Swift thông báo trên Good Morning America và thông qua các tài khoản mạng xã hội rằng chuyến lưu diễn thứ sáu của cô sẽ được gọi là Eras Tour. Swift mô tả đó sẽ là "cuộc hành trình xuyên qua các thời đại âm nhạc trong sự nghiệp của mình", đánh dấu sự trở lại lưu diễn của cô sau 5 năm. Chuyến lưu diễn ban đầu gồm 27 đêm diễn diễn ra ở 20 thành phố trên toàn nước Mỹ, bắt đầu vào ngày 17 tháng 3 năm 2023 tại Glendale, bang Arizona và sẽ kết thúc vào ngày 9 tháng 8 năm 2023 tại Inglewood, bang California. Các khách mời mở màn cho chặng lưu diễn tại Mỹ bao gồm Paramore, Haim, Phoebe Bridgers, Beabadoobee, Girl in Red, Muna, Gayle, Gracie Abrams và Owenn, mỗi người trong số họ có một buổi trình diễn. Messina Touring Group, đối tác của Anschutz Entertainment Group (AEG), là đơn vị quảng bá cho chuyến lưu diễn.

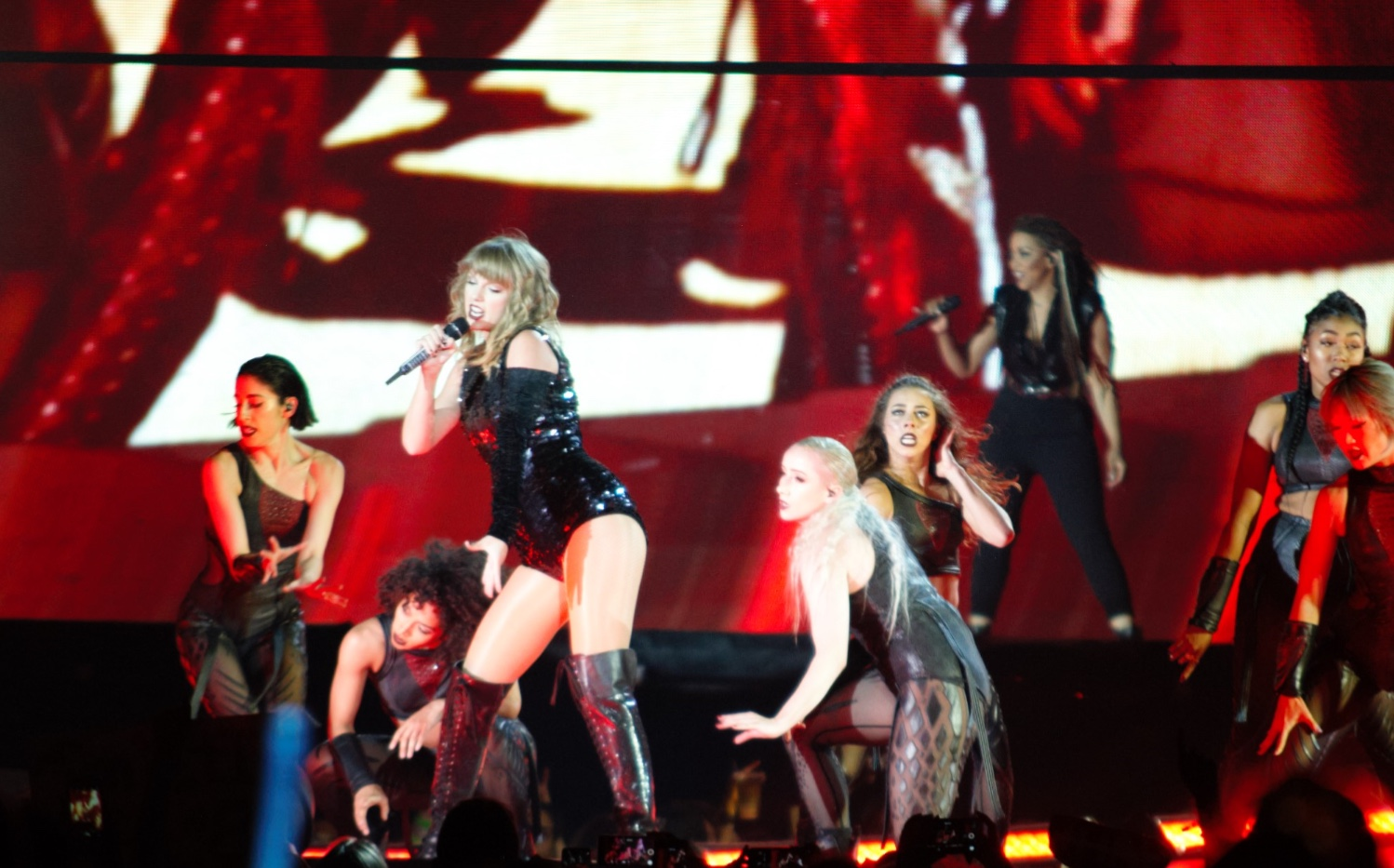
Taylor Swift biểu diễn trong Reputation Stadium Tour, chuyến lưu diễn có doanh thu cao nhất trong lịch sử Hoa Kỳ.

Với lượng nhu cầu đặt vé ngày càng lớn, vào ngày 4 tháng 11, 8 buổi biểu diễn đã được bổ sung thêm vào các thành phố hiện có, nâng tổng số đêm diễn lên 35. Ngày 11 tháng 11 tiếp tục nâng thêm 17 ngày, trải dài trong 52 đêm diễn, vượt qua Reputation Stadium Tour với 38 ngày. Billboard đã mô tả thông báo của Taylor Swift là "thông báo về chuyến lưu diễn gây hỗn loạn nhất trong thập kỷ."  Tháng 12 năm 2022, Financial Times và Rolling Stone đưa tin rằng Công ty giao dịch tiền điện tử FTX đã đàm phán với Swift, cung cấp cho cô hợp đồng tài trợ trị giá 100 triệu đô la Mỹ, bao gồm quan hệ đối tác cho Eras Tour và cung cấp vé dưới dạng mã thông báo không thể thay thế (NFT), và Swift đã từ chối thỏa thuận này sau đó. FTX không còn tồn tại từ tháng 11 năm 2022 và nộp đơn xin phá sản sau đó.

## Bán vé
Việc bán vé cho The Eras Tour được thực hiện bởi nhiều đơn vị bán vé khác nhau trên toàn thế giới, chẳng hạn như Ticketmaster. Trước nhu cầu mua vé lớn một cách chưa từng có và phá nhiều kỷ lục, vé cho tất cả các buổi diễn đều được bán hết trong vài giờ. Việc bán vé gặp phải trục trặc kỹ thuật tại nhiều quốc gia; hiện tượng đầu cơ bởi những người phe vé và bot được phản ánh ở nhiều địa điểm tổ chức, dẫn đến việc vé được rao bán trên các nền tảng bán lại vé với giá cao hơn nhiều so với giá gốc. StubHub nhận định rằng dựa trên các dự báo, The Eras Tour sẽ trở thành chuyến lưu diễn "bán được nhiều vé nhất mà [họ] từng ghi nhận". Jay Marciano, CEO của AEG, cho biết Swift đã thẳng thừng từ chối áp dụng chính sách định giá động.

### Mỹ và Canada
Vé cho chuỗi show diễn thứ nhất tại Mỹ được mở bán công khai từ ngày 18 tháng 11 năm 2022. Do mối quan hệ đối tác nhiều năm giữa Swift và Capital One, những người sở hữu thẻ của ngân hàng này được mua vé sớm bắt đầu từ ngày 15 tháng 11. Từ ngày 1 đến ngày 9 tháng 11, người hâm mộ đăng ký tham gia chương trình Ticketmaster Verified Fan (người hâm mộ đã được xác minh) để nhận được mã truy cập đợt mua vé sớm TaylorSwiftTix diễn ra vào ngày 15 tháng 11; những người từng mua hàng trên trang web của Swift có cơ hội mua vé "cao hơn", và những người từng mua vé Lover Fest cũng được ưu tiên đặt vé sớm nếu sử dụng cùng một tài khoản Ticketmaster. Swift định sẵn giá vé từ trước thay vì sử dụng mô hình "vé bạch kim"; giá vé rơi vào khoảng từ 49 đến 499 đô la Mỹ, còn các gói VIP thì có giá từ 199 đến 899 đô la Mỹ. Theo Ticketmaster, chương trình đặt vé TaylorSwiftTix mang đến "cơ hội tốt nhất để nhiều vé đến được tay người hâm mộ hơn" bằng cách qua mặt bot và phe vé. Hãng cũng lưu ý rằng nếu nhu cầu từ chương trình này "vượt quá cung", những người hâm mộ đã đã được xác minh có thể sẽ được chọn ngẫu nhiên để tham gia đợt mua vé sớm. Ticketmaster sau đó cho biết đã có 3,5 triệu người đăng ký trở thành người hâm mộ đã được xác minh để mua vé The Eras Tour, một con số phá kỷ lục. Trước khi vé cho chuỗi show diễn thứ hai tại Mỹ được mở bán vào ngày 11 tháng 8 năm 2024, Ticketmaster ước tính rằng 14 triệu người sẽ cạnh tranh nhau để mua khoảng 625.000 vé.
Ticketmaster cũng đảm nhận việc bán vé cho các buổi diễn tại Canada thông qua chương trình Verified Fan. Thành viên thuộc chương trình Avion Rewards của Ngân hàng Hoàng Gia Canada được tham gia một đợt bán vé sớm độc quyền. Ước tính có 31 triệu người đăng ký đặt vé thông qua chương trình Toronto Verified Fan, tương đương với 77 phần trăm dân số của Canada.

### Mỹ Latinh
Vé cho các buổi diễn tại Mỹ Latinh bắt đầu được bán từ đầu tháng 6 năm 2023. Khách hàng của Banco Patagonia tại Argentina được đặt vé sớm vào ngày 5 tháng 6; khoảng một triệu người đã xếp hàng mua lượng vé bán sớm là 24.000 cho các buổi diễn ở Buenos Aires, và ba triệu người đã xếp hàng mua vé trong đợt bán công khai. CEO Diego Finkelstein của DF Entertainment, đối tác quảng bá của The Eras Tour tại Argentina, miêu tả nhu cầu mua vé là "chưa từng có". Dựa vào đó, Perfil nhận định rằng Swift đã có thể lấp đầy sân vận động này 36 lần nếu cô muốn. Vào ngày buổi diễn được tổ chức, hơn một triệu người đã cố gắng giành mua những chiếc vé được bán vào phút cuối.
Tại Mexico, vé được bán sớm thông qua chương trình Verified Fan của Ticketmaster mà người mua có thể đăng ký tham gia từ ngày 2 đến ngày 7 tháng 6, theo sau bởi đợt bán vé công khai. Tại Brazil, những người từng mua vé Lover Fest và các chủ thẻ Mastercard của  C6 Bank được đặt vé sớm lần lượt vào ngày 6 và ngày 10 tháng 6. Sau khi các buổi diễn được công bố vào ngày 2 tháng 6, nhiều người đã ngay lập tức tập trung bên ngoài sân vận động Allianz Parque để mua những chiếc vé giấy cho các buổi diễn ở São Paulo mà đến ngày 12 tháng 6 mới được bán công khai. Một triệu người đã xếp hàng mua các vé đặt sớm dành cho chủ thẻ Mastercard và toàn bộ được bán hết trong 30 phút. Vào ngày 12 tháng 6, hơn hai triệu người đã xếp hàng tham gia đợt bán vé công khai trực tuyến.

### Châu Á-Thái Bình Dương
Vé cho các buổi diễn tại Nhật Bản được bán bởi Lawson thông qua hệ thống bán vé Loppi của hãng. Khác với các quốc gia khác, toàn bộ vé ở đây được bán theo hình thức xổ số. Đợt bán vé sớm cho các chủ thẻ American Express diễn ra từ ngày 23 đến ngày 26 tháng 6 năm 2023, và đợt bán vé sớm cho Lawson diễn ra từ ngày 27 tháng 6 đến ngày 10 tháng 7. Do nhu cầu mua vé quá cao, Lawson công bố một đợt đặt vé theo hình thức xổ số thứ hai kéo dài từ ngày 28 tháng 7 đến ngày 3 tháng 8. Một đợt bán vé công khai bổ sung diễn ra vào ngày 22 tháng 8 năm 2023; tất cả các vé được bán hết ngay lập tức.
Tại Úc, vé được bán qua Ticketek. Theo, Guardian Australia, nhu cầu mua vé cho các buổi diễn tại đây cũng lớn chưa từng có. Trong vòng 12 giờ, hơn một triệu người đã đăng ký nhận mã đặt vé. Các chủ sở hữu thẻ American Express được mua gói VIP từ ngày 26 đến ngày 28 tháng 6; trang web của hãng đã sập sau nửa tiếng và toàn bộ gói VIP được bán hết trong ngày 26 tháng 6. Sau khi tổ chức người tiêu dùng Úc Choice phản ánh tình trạng phe vé, chính quyền bang Victoria đã công bố rằng các buổi diễn của The Eras Tour ở Melbourne được xem là một "sự kiện lớn" và vì thế việc phe vé và quảng cáo sai sự thật đối với các buổi diễn sẽ bị xử phạt ở bang này. Do việc bán lại vé với giá cao hơn 10% giá gốc là bất hợp pháp ở New South Wales, chính quyền bang này đã điều tra nền tảng bán lại vé Viagogo sau khi xuất hiện thông tin về hiện tượng phe vé. Ngày 28 tháng 6, những người có tài khoản tại Frontier Touring Company được đặt vé sớm; hơn bốn triệu người đã xếp hàng đặt vé, con số lớn nhất trong lịch sử nước này, và vé được bán hết trong ba giờ. Ticketek cho biết hãng đã vô hiệu hóa hơn 500 triệu lượt mua bởi bot trong giai đoạn đặt trước. Vé bắt đầu được bán công khai từ ngày 30 tháng 6 và được mua hết ngay trong ngày hôm đó. Một lượt vé thứ hai được mở bán vào ngày 10 tháng 11 và được mua hết trong hai giờ đối với các buổi diễn ở Sydney và trong một giờ đối với các buổi diễn ở Melbourne. Một đợt bán vé thứ ba, có lượng vé hạn chế và bao gồm các chỗ ngồi khuất tầm nhìn, diễn ra vào ngày 13 tháng 2 năm 2024.
Đối với các buổi diễn tại Singapore, các chủ sở hữu thẻ của ngân hàng United Overseas Bank (UOB) tại Singapore, Malaysia, Thái Lan, Indonesia và Việt Nam được đặt vé sớm vào ngày 5 tháng 7 năm 2023; hơn một triệu người đã xếp hàng tham gia. Theo The Straits Times, người hâm mộ của Swift tại Singapore và các nước Đông Nam Á khác đã "đổ xô" đăng ký mở thẻ UOB. Khoảng 22 triệu người đã đăng ký mua 333.000 vé được bán trong đợt bán vé chung diễn ra vào ngày 7 tháng 7 cả trên kênh trực tuyến lẫn qua hệ thống bưu điện Singapore; toàn bộ vé được bán hết ngay lập tức mặc dù trang web bị sập nhiều lần. Klook, một đối tác chính thức của các buổi diễn The Eras Tour tại Singapore, đã bán vé kèm với các gói du lịch. Chúng được hàng chục người hâm mộ Philippines mua và ngay lập tức được bán hết. Marina Bay Sands thì bán vé kèm với phòng khách sạn và các trải nghiệm khác.

### Châu Âu
Vé cho các buổi diễn tại Lisbon được bán vào ngày 12 và 27 tháng 7 năm 2023 thông qua See Tickets. Mã đặt vé được gửi qua mail tới những người dùng đã đăng ký và mỗi người chỉ được mua tối đa bốn vé. Các vé tiêu chuẩn cho cả hai buổi diễn được bán hết trong 2,5 giờ. Sau khi phát sinh nhu cầu bổ sung thêm một buổi diễn nữa tại Madrid, Tây Ban Nha, La Liga đã cho phép câu lạc bộ bóng đá Real Madrid dời một trận đấu của họ từ ngày 26 đến ngày 25 tháng 5 năm 2024 để dành chỗ cho một buổi diễn The Eras Tour thứ hai ở sân vận động Santiago Bernabéu vào ngày 29 tháng 5.
Ba triệu người đã xếp hàng mua vé tại Đức, và 600.000 người đã đăng ký mua vé cho các buổi diễn tại Warsaw. Tất cả 170.000 vé cho ba buổi diễn tại Viên được bán hết trong vài giờ đầu tiên, giúp The Eras Tour trở thành chuyến lưu diễn bán được nhiều vé nhất trong thời gian ngắn nhất từ trước đến nay tại Áo. Toàn bộ 95.000 vé cho các buổi diễn tại Zürich được bán hết trong 30 phút. Theo D'Alessandro & Galli, đơn vị tổ chức chuyến lưu diễn tại Ý, hai triệu người đã cố gắng mua vé cho hai buổi diễn tại Milan.
Tại Pháp, TF1 ghi nhận nhu cầu mua vé lớn nhất từ trước đến nay. Angelo Gopee, giám đốc Live Nation Pháp, cho biết, "nhu cầu lớn tới mức nhiều người phải xếp hàng chỉ để được cho vào danh sách nhận email mà qua đó họ mới có hi vọng có cơ hội được đặt vé. Theo tôi nhớ thì chúng tôi chưa từng chứng kiến điều này xảy ra ở Pháp". Vé cho các buổi diễn tại Paris được mở bán sớm vào ngày 11 tháng 7 năm 2023; hơn một triệu người đã xếp hàng đặt vé. Ticketmaster buộc phải chấm dứt bán vé sớm cho các buổi diễn ở cả Paris và Lyon sau một giờ trước tình trạng người dùng gặp lỗi đăng nhập; đợt bán vé này sau đó được lên lịch lại vào khoảng thời gian từ ngày 17 đến ngày 21 tháng 7. Hơn 250.000 vé cho sáu buổi diễn tại Pháp đã được bán hết. Giám đốc AEG France Arnaud Meersseman ước tính rằng dựa trên nhu cầu mua vé, Swift đã có thể tổ chức 12 buổi diễn. Theo RMC, sức chứa của sân vận động Paris La Défense Arena cho bốn buổi diễn tại đây cũng được tăng từ 41.500 lên 45.000; đồng nghĩa với việc Swift sẽ biểu diễn trước 180.000 khán giả chỉ riêng tại Paris.
Ticketmaster và AXS đảm nhận việc bán vé cho các buổi diễn tại Vương quốc Anh. Những người từng đặt mua album Midnights được đặt vé trước từ ngày 10 đến ngày 12 tháng 7. Đại diện sân vận động Wembley, Luân Đôn miêu tả nhu cầu mua vé là "chưa từng có" và cho biết thời gian chờ mua "dài hơn thường lệ". Vé cho các buổi diễn tại sân vận động Principality, Cardiff được bán sớm vào ngày 14 tháng 7. Ngoài các trục trặc kỹ thuật trên trang web bán vé, Forbes còn ghi nhận tình trạng phe vé tràn lan, dẫn đến việc vé được bán lại ngay lập tức trên các trang web như StubHub và Viagogo với giá cao hơn nhiều so với giá gốc. Viagogo cho biết hãng chưa từng thấy nhu cầu mua vé lớn như nhu cầu dành cho các buổi diễn The Eras Tour tại châu Âu "từ thời The Beatles". Vé được bán công khai tại Vương quốc Anh từ ngày 17 đến ngày 19 tháng 7. Tại Scotland, Hội đồng thành phố Edinburgh đã cho phép đơn vị tổ chức tăng sức chứa của sân vận động Murrayfield từ 67.130 lên 72.990 để đáp ứng ba buổi diễn của Swift. Tại Ireland, khoảng 500.000 người đăng ký mua vé cho các buổi diễn ở Dublin. Trước tình trạng trang web bán vé cho các buổi diễn tại Vương quốc Anh bị sập, Ticketmaster thông báo vé cho các buổi diễn ở Dublin sẽ được bán vào các khung giờ so le vào ngày 20 tháng 7 năm 2023; toàn bộ vé được bán hết trong vài phút. The Irish Times chỉ ra rằng, khác với ở Vương quốc Anh, "việc bán lại vé với giá cao hơn giá trị ban đầu đã bị cấm ở Ireland từ năm 2021", nên tình trạng phe vé không được ghi nhận.

## Sản xuất
The Eras Tour được sản xuất bởi công ty sản xuất chuyến lưu diễn nội bộ của Swift, Taylor Swift Touring. Công ty đã thuê khoảng 90 xe tải để vận chuyển sân khấu, trang phục và các thiết bị khác của chuyến lưu diễn. Nhà thiết kế người Canada Ethan Tobman đóng vai trò là giám đốc sáng tạo của chuyến lưu diễn. The Wall Street Journal đánh giá chuyến lưu diễn là một trong những dự án sản xuất nghệ thuật đắt đỏ và "tham vọng về mặt kỹ thuật" nhất thế kỷ 21. Tạp chí thiết kế nội thất Architectural Digest gọi chuyến lưu diễn là dự án thiết kế bối cảnh "tham vọng nhất" của Swift và khen ngợi khía cạnh xây dựng thế giới của nó.

### Sân khấu và ánh sáng
Hệ thông sân khấu của The Eras Tour có diện tích lớn và được cấu tạo bởi các màn hình kỹ thuật số. Nó có tổng cộng ba phần sân khấu tách biệt được kết nồi bằng một lối đi rộng: sân khấu chính được lắp một màn hình widescreen cong khổng lồ; một sân khấu giữa hình thoi; và một sân khấu hình chữ nhật mà cùng với lối đi tạo thành một hình chữ T ở giữa mặt sàn. Các sân khấu hiển thị nhiều hình ảnh và hiệu ứng trong suốt buổi diễn. Về mặt ý tưởng, chuyến lưu diễn tập trung vào việc xây dựng thế giới thông qua việc sử dụng một loạt những đạo cụ và phong cách biểu diễn đa dạng để thể hiện những cung bậc cảm xúc và yếu tố thẩm mỹ khác nhau của các album.
Hệ thống sân khấu được trang bị một bàn nâng thủy lực, trong đó sân khấu chính và sân khấu giữa chứa các khối di động có thể được nâng lên từ giữa sân khấu để tạo nên những bệ đỡ có hình dạng khác nhau. Sân khấu giữa còn có một bệ đỡ có thể di chuyển được điều khiển bởi một người ở bên trong mà khán giả không thể nhìn thấy. Quy mô dàn dựng "khổng lồ" của chuyến lưu diễn được lấy cảm hứng rất lớn từ sân khấu Broadway. Chuyến lưu diễn được miêu tả là một trải nghiệm nhận thức 4D sử dụng đèn laser, máy tạo khói, súng phun lửa, pháo hoa trong nhà, vòng tay LED PixMob, và các công nghệ trình chiếu hình ảnh như projection mapping.

### Âm nhạc và trình diễn
Được thiết kế để tôn vinh sự nghiệp âm nhạc dài 17 năm của Swift, các màn biểu diễn của The Eras Tour bao gồm tất cả các phong cách âm nhạc xuất hiện trong 10 album phòng thu của cô, từ đồng quê và pop đến dân gian và alternative rock. Một số đơn vị truyền thông đã gọi The Eras Tour là một chuyến lưu diễn "greatest hits" của một nghệ sĩ vẫn đang ở trên đỉnh cao sự nghiệp về mặt thương mại. Danh sách các màn trình diễn đặt trọng tâm nhiều hơn đôi chút vào các album mà Swift chưa từng sử dụng để lưu diễn, trong đó có những bài hát lần đầu tiên được Swift biểu diễn trực tiếp.
Chuyến lưu diễn sử dụng 15 vũ công nhảy nền được biên đạo bởi Mandy Moore, và một ban nhạc sống bao gồm sáu nhạc công đã lưu diễn cùng Swift từ năm 2007, cũng như bốn nữ ca sĩ hát nền. Moore được giới thiệu cho Swift bởi một người bạn của Swift, nữ diễn viên người Mỹ Emma Stone, người từng cộng tác với Moore trong bộ phim nhạc kịch La La Land (2016). Để chuẩn bị về mặt thể chất cho chuyến lưu diễn, Swift đã trải qua một quá trình huấn luyện được thiết kế dành riêng cho cô bởi Kirk Myers; bao gồm việc vừa chạy trên máy chạy bộ vừa hát toàn bộ các bài hát cô sẽ biểu diễn, luyện tập vũ đạo trong suốt ba tháng trước khi chuyến lưu diễn bắt đầu, và ngừng sử dụng đồ uống có cồn.

### Thời trang
Trang phục của Swift trong The Eras Tour là một chủ đề được giới truyền thông dành nhiều sự chú ý. Tranh phục của cô và các vũ công, cũng như những chiếc microphone và đàn guitar mà cô sử dụng, đều gợi nhớ đến 10 album của cô. Lấy cảm hứng từ các màn biểu diễn và video âm nhạc trong quá khứ của Swift, cùng như những lần cô xuất hiện trước công chúng, chúng được thiết kể dựa trên chủ đề và bảng màu chung của album mà Swift đang biểu diễn trong từng hồi, qua đó tái hiện những yếu tố thẩm mỹ khác nhau về cả âm thanh lẫn hình ảnh mà Swift từng sử dụng trong suốt sự nghiệp của mình. Tuy nhiên, có một yếu tố được sử dụng xuyên suốt, đó là các hạt pha lê; chúng được đính trên trang phục của tất cả các hồi.
Phần lớn trang phục và phụ kiện trong chuyến lưu diễn được sản xuất riêng cho Swift bởi các hãng thời trang mà cô từng hợp tác trước đó, chẳng hạn như Atelier Versace, Roberto Cavalli, Etro, Nicole + Felicia Couture, Zuhair Murad, Elie Saab, Ashish, Alberta Ferretti, Jessica Jones và Oscar de la Renta. Một số trang phục có nhiều phiên bản khác nhau mà Swift mặc luân phiên trong từng buổi diễn, thường là cùng với giày Christian Louboutin. Chiếc mũ phớt màu đen mà Swift đội khi biểu diễn "22" được thiết kế bởi Gladys Tamez. Fausto Puglisi, một nhà thiết kế của Roberto Cavalli, cho biết anh đã tiếp cận việc sản xuất trang phục cho chuyến lưu diễn với tinh thần của một "nghệ nhân", và rằng "mọi thứ đều phải thu hút ánh nhìn" khi thiết kế trang phục cho các buổi hòa nhạc. Anh sử dụng các hạt pha lê Swarovski để may các trang phục Swift mặc trong các hồi Fearless, 1989 và Reputation. Các "nghệ nhân lành nghề" đã mất hơn 170 giờ để sản xuất chúng một cách thủ công. Bộ váy dạ hội đính kim tuyến mà Murad thiết kế cho hồi Speak Now được "sản xuất thủ công trong hơn 350 giờ". Ferretti đã sử dụng vải voan và các hạt cườm siêu nhỏ để may các bộ váy của hồi Folklore, còn các bộ bodysuit Midnights của Oscar de la Renta thì được đính thủ công 5.300 hạt cườm và hạt pha lê.
StyleCaster đánh giá trang phục của The Eras Tour là bộ sưu tập thời trang dành cho một chuyến lưu diễn xuất sắc nhất của Swift. Phụ trách phê bình thời trang của The New York Times, Vanessa Friedman, xem The Eras Tour là một show thời trang chứ không chỉ là một buổi diễn âm nhạc, đồng thời khen ngợi những lựa chọn trang phục "hào nhoáng" nhưng vẫn đầy chủ ý của Swift vì đã đặt ra một tiêu chuẩn cao cho các buổi hòa nhạc trong tương lai của các nghệ sĩ khác.

## Hiệu suất thương mại

### Doanh thu
The Eras Tour đã phá một loạt kỷ lục về doanh thu bán vé trên toàn thế giới. Chỉ trong ngày đầu tiên mở bán ở Mỹ, chuyến lưu diễn đã bán được hơn 2,4 triệu vé, thành tích cao nhất đối với bất cứ nghệ sĩ nào từ trước đến nay, vượt qua Robbie Williams, người đã bán được 1,6 triệu vé trong một ngày cho chuyến lưu diễn Close Encounters Tour vào năm 2005. Ngày 15 tháng 12, Billboard cho biết The Eras Tour đã đạt doanh thu ước tính là 554 triệu đô la Mỹ, và dự đoán rằng các buổi diễn tại Mỹ sẽ thu về tổng cộng 591 triệu đô-la, phá kỷ lục chuyến lưu diễn của một nữ nghệ sĩ có doanh thu cao nhất mà Sticky & Sweet Tour của Madonna nắm giữ từ năm 2008–2009 (407 triệu đô-la). Sau khi chuyến lưu diễn được công bố, Swift leo lên vị trí thứ nhất trên bảng xếp hạng Chỉ số Quyền lực Nghệ sĩ của Pollstar. Sân vận động MetLife vinh danh cô là "nghệ sĩ bán được nhiều vé nhất" mọi thời đại tại đây sau buổi diễn thứ ba ở East Rutherford của chuyến lưu diễn, đồng thời cũng là buổi hòa nhạc thứ 100 được tổ chức tại sân vận động này.
Tháng 6 năm 2023, The Wall Street Journal đưa tin rằng The Eras Tour "đang trên đường trở thành chuyến lưu diễn lớn nhất trong lịch sử, với tiềm năng đạt doanh thu hơn 1 tỉ đô-la"; Theo ước tính của Pollstar, chuyến lưu diễn được dự đoán sẽ đạt doanh thu 1,4 tỉ đô-la. Theo Bloomberg News, doanh thu bình quân của mỗi buổi diễn tại Mỹ là 13 triệu đô-la. Theo Forbes, đến tháng 8 năm 2023, The Eras Tour đã thu về 780 triệu đô-la từ 56 buổi diễn và trở thành chuyến lưu diễn của một nghệ sĩ nữ có doanh thu cao nhất trong lịch sử chỉ nhờ các buổi diễn ở Bắc Mỹ , vượt qua Renaissance World Tour của Beyoncé. Tháng 11 năm 2023, Billboard ước tính rằng chuyến lưu diễn đã thu về 900 triệu đô-la và tổng doanh thu có thể tăng gần gấp đôi sau các buổi diễn trong năm 2024. Phía Swift cho biết họ chưa có ý định công bố doanh thu của chuyến lưu diễn, nhưng Pollstar ước tính vào tháng 12 năm 2023 rằng chuyến lưu diễn đã đạt tổng doanh thu 1.039.263.762 đô-la từ 60 buổi diễn trong năm đó, qua đó trở thành chuyến lưu diễn có doanh thu cao nhất từ trước đến nay và chuyến lưu diễn đầu tiên đạt mốc doanh thu 1 tỉ đô-la. Tháng 6 năm 2024, BBC ước tính rằng chuyến lưu diễn đã bán được tổng cộng 11 triệu vé. Tháng 10 năm 2024, Forbes đưa tin rằng chuyến lưu diễn đã thu về thêm 1,15 tỉ đô-la từ 65 buổi diễn trong năm 2024, đưa tổng doanh thu ước tính lên 1,93 tỉ đô-la. Sau khi chuyến lưu diễn kết thúc vào tháng 12 năm 2024, The New York Times công bố số liệu doanh thu chính thức đầu tiên được xác nhận bởi Taylor Swift Touring, công ty sản xuất chuyến lưu diễn của Swift. Tờ báo cho biết chuyến lưu diễn đã đạt doanh thu 2,07 tỉ đô-la và thu hút 10,1 triệu khán giả.

### Kỷ lục ở các địa điểm tổ chức
| Năm  | Thời gian               | Địa điểm tổ chức               | Khu vực    | Mô tả                                                                                            | Chú thích |
| ---- | ----------------------- | ------------------------------ | ---------- | ------------------------------------------------------------------------------------------------ | --------- |
| 2023 | 17 và 18 tháng 3        | State Farm Stadium             | Mỹ         | Nghệ sĩ đầu tiên tổ chức hai buổi diễn trong cùng một chuyến lưu diễn                            | [ 135 ]   |
| 2023 | 24 và 25 tháng 3        | Allegiant Stadium              | Mỹ         | Nữ nghệ sĩ đầu tiên tổ chức một và hai buổi diễn trong cùng một chuyến lưu diễn                  | [ 136 ]   |
| 2023 | 31 tháng 3–2 tháng 4    | AT&T Stadium                   | Mỹ         | Nghệ sĩ đầu tiên tổ chức ba buổi diễn trong cùng một chuyến lưu diễn                             | [ 137 ]   |
| 2023 | 31 tháng 3–2 tháng 4    | AT&T Stadium                   | Mỹ         | Lượng khán giả trong ba buổi diễn lớn nhất (210.607)                                             | [ 138 ]   |
| 2023 | 13–15 tháng 4           | Raymond James Stadium          | Mỹ         | Nghệ sĩ đầu tiên tổ chức hai và ba buổi diễn trong cùng một chuyến lưu diễn                      | [ 139 ]   |
| 2023 | 21–23 tháng 4           | NRG Stadium                    | Mỹ         | Nghệ sĩ đầu tiên tổ chức ba buổi diễn trong cùng một chuyến lưu diễn                             | [ 140 ]   |
| 2023 | 28–30 tháng 4           | Mercedes-Benz Stadium          | Mỹ         | Nghệ sĩ đầu tiên tổ chức ba buổi diễn trong cùng một chuyến lưu diễn                             | [ 141 ]   |
| 2023 | 5–7 tháng 5             | Nissan Stadium                 | Mỹ         | Nghệ sĩ đầu tiên tổ chức ba buổi diễn trong cùng một chuyến lưu diễn                             | [ 142 ]   |
| 2023 | 7 tháng 5               | Nissan Stadium                 | Mỹ         | Lượng khán giả trong một buổi diễn lớn nhất (71.000)                                             | [ 144 ]   |
| 2023 | 12–14 tháng 5           | Lincoln Financial Field        | Mỹ         | Nữ nghệ sĩ đầu tiên tổ chức ba buổi diễn trong cùng một chuyến lưu diễn                          | [ 145 ]   |
| 2023 | 26–28 tháng 5           | MetLife Stadium                | Mỹ         | Lượng khán giả trong ba buổi diễn lớn nhất (217.635)                                             | [ 146 ]   |
| 2023 | 2–4 tháng 6             | Soldier Field                  | Mỹ         | Nữ nghệ sĩ đầu tiên tổ chức ba buổi diễn trong cùng một chuyến lưu diễn                          | [ 147 ]   |
| 2023 | 9 và 10 tháng 6         | Ford Field                     | Mỹ         | Nữ nghệ sĩ đầu tiên tổ chức hai buổi diễn trong cùng một chuyến lưu diễn                         | [ 148 ]   |
| 2023 | 16 và 17 tháng 6        | Acrisure Stadium               | Mỹ         | Nghệ sĩ đầu tiên tổ chức hai buổi diễn trong cùng một chuyến lưu diễn                            | [ 149 ]   |
| 2023 | 17 tháng 6              | Acrisure Stadium               | Mỹ         | Lượng khán giả trong một buổi diễn lớn nhất (73.117)                                             | [ 150 ]   |
| 2023 | 30 tháng 6 và 1 tháng 7 | Paycor Stadium                 | Mỹ         | Nữ nghệ sĩ đầu tiên tổ chức một và hai buổi diễn trong cùng một chuyến lưu diễn                  | [ 151 ]   |
| 2023 | 7 và 8 tháng 7          | Arrowhead Stadium              | Mỹ         | Nghệ sĩ đầu tiên tổ chức hai buổi diễn trong cùng một chuyến lưu diễn                            | [ 152 ]   |
| 2023 | 14 và 15 tháng 7        | Empower Field at Mile High     | Mỹ         | Nghệ sĩ đầu tiên tổ chức hai buổi diễn trong cùng một chuyến lưu diễn                            | [ 153 ]   |
| 2023 | 22 và 23 tháng 7        | Lumen Field                    | Mỹ         | Nghệ sĩ đầu tiên tổ chức hai buổi diễn trong cùng một chuyến lưu diễn                            | [ 154 ]   |
| 2023 | 22 tháng 7              | Lumen Field                    | Mỹ         | Lượng khán giả trong một buổi diễn lớn nhất (72.171)                                             | [ 155 ]   |
| 2023 | 3–9 tháng 8             | SoFi Stadium                   | Mỹ         | Nghệ sĩ đầu tiên tổ chức năm và sáu buổi diễn trong cùng một chuyến lưu diễn                     | [ 156 ]   |
| 2023 | 24–27 tháng 8           | Foro Sol                       | Mexico     | Nữ nghệ sĩ đầu tiên tổ chức bốn buổi diễn trong cùng một chuyến lưu diễn                         | [ 157 ]   |
| 2023 | 17–20 tháng 11          | Estádio Olímpico Nilton Santos | Brazil     | Nữ nghệ sĩ đầu tiên tổ chức ba buổi diễn trong cùng một chuyến lưu diễn                          | [ 158 ]   |
| 2023 | 24–26 tháng 11          | Allianz Parque                 | Brazil     | Lượng khán giả trong ba buổi diễn lớn nhất                                                       | [ 159 ]   |
| 2023 | 26 tháng 11             | Allianz Parque                 | Brazil     | Lượng khán giả trong một buổi diễn lớn nhất                                                      | [ 159 ]   |
| 2024 | 7–10 tháng 2            | Tokyo Dome                     | Nhật Bản   | Nữ nghệ sĩ nước ngoài đầu tiên biểu diễn trong bốn ngày liên tiếp                                | [ 160 ]   |
| 2024 | 16–18 tháng 2           | Melbourne Cricket Ground       | Úc         | Lượng khán giả trong ba buổi diễn lớn nhất (288.000)                                             | [ 161 ]   |
| 2024 | 23–26 tháng 2           | Accor Stadium                  | Úc         | Nghệ sĩ đầu tiên tổ chức bốn buổi diễn trong cùng một chuyến lưu diễn                            | [ 162 ]   |
| 2024 | 2–9 tháng 3             | Singapore National Stadium     | Singapore  | Nghệ sĩ solo đầu tiên tổ chức ba, bốn, năm và sáu buổi diễn trong cùng một chuyến lưu diễn       | [ 163 ]   |
| 2024 | 19 tháng 5              | Friends Arena                  | Thụy Điển  | Lượng khán giả trong một buổi diễn lớn nhất (60.243)                                             | [ 164 ]   |
| 2024 | 17–19 tháng 5           | Friends Arena                  | Thụy Điển  | Lượng khán giả trong ba buổi diễn lớn nhất (178.679)                                             | [ 164 ]   |
| 2024 | 24 và 25 tháng 5        | Estádio da Luz                 | Bồ Đào Nha | Nữ nghệ sĩ đầu tiên tổ chức một và hai buổi diễn trong cùng một chuyến lưu diễn                  | [ 165 ]   |
| 2024 | 3 tháng 6               | Parc Olympique Lyonnais        | Pháp       | Lượng khán giả trong một buổi diễn lớn nhất đối với một nữ nghệ sĩ (61.000)                      | [ 166 ]   |
| 2024 | 9 tháng 6               | Murrayfield Stadium            | Scotland   | Lượng khán giả trong một buổi diễn lớn nhất trong lịch sử Scotland (73.000)                      | [ 167 ]   |
| 2024 | 13 tháng 6              | Anfield                        | Anh        | Lượng khán giả trong một buổi diễn lớn nhất (62.000)                                             | [ 168 ]   |
| 2024 | 21 tháng 6–20 tháng 8   | Wembley Stadium                | Anh        | Nghệ sĩ solo đầu tiên tổ chức bốn, năm, sáu, bảy và tám buổi diễn trong cùng một chuyến lưu diễn | [ 169 ]   |
| 2024 | 28–30 tháng 6           | Aviva Stadium                  | Ireland    | Nghệ sĩ đầu tiên tổ chức ba buổi diễn trong cùng một chuyến lưu diễn                             | [ 170 ]   |
| 2024 | 1–3 tháng 8             | PGE Narodowy                   | Ba Lan     | Nghệ sĩ đầu tiên tổ chức ba buổi diễn trong cùng một chuyến lưu diễn                             | [ 171 ]   |
| 2024 | 8–10 tháng 8            | Ernst-Happel-Stadion           | Áo         | Nghệ sĩ đầu tiên tổ chức ba buổi diễn trong cùng một chuyến lưu diễn                             | [ 172 ]   |
| 2024 | 18–20 tháng 10          | Hard Rock Stadium              | Mỹ         | Nghệ sĩ đầu tiên tổ chức ba buổi diễn trong cùng một chuyến lưu diễn                             | [ 173 ]   |
| 2024 | 25–27 tháng 10          | Caesars Superdome              | Mỹ         | Nghệ sĩ đầu tiên tổ chức hai và ba buổi diễn trong cùng một chuyến lưu diễn                      | [ 174 ]   |
| 2024 | 1–3 tháng 11            | Lucas Oil Stadium              | Mỹ         | Nghệ sĩ đầu tiên tổ chức hai và ba buổi diễn trong cùng một chuyến lưu diễn                      | [ 175 ]   |
| 2024 | 1–3 tháng 11            | Lucas Oil Stadium              | Mỹ         | Lượng khán giả trong một buổi diễn lớn nhất (69.000)                                             | [ 176 ]   |
| 2024 | 14–23 tháng 11          | Rogers Centre                  | Canada     | Nghệ sĩ đầu tiên tổ chức sáu buổi diễn trong cùng một chuyến lưu diễn                            | [ 177 ]   |
| 2024 | 6–8 tháng 12            | BC Place                       | Canada     | Nghệ sĩ đầu tiên tổ chức ba buổi diễn trong cùng một chuyến lưu diễn                             | [ 178 ]   |

## Phương tiện truyền thông spin-off

### Âm nhạc
Swift đã công bố nhiều dự án âm nhạc của mình trong suốt chuyến lưu diễn. Vào ngày buổi diễn đầu tiên được tổ chức, cô phát hành bốn bài hát để cháo đón sự khởi đầu của chuyến lưu diễn: phiên bản tái thu âm của "Eyes Open" và "Safe & Sound", hai bài hát từ album nhạc phim năm 2012 The Hunger Games: Songs from District 12 and Beyond; phiên bản tái thu âm của "If This Was a Movie", một trong các bài hát bổ sung của album Speak Now (2010); và "All of the Girls You Loved Before", một bài hát vốn bị cắt khỏi album Lover.
Một phiên bản CD đặc biệt của Midnights, có tiêu đề phụ là The Late Night Edition, được phát hành khi The Eras Tour đang diễn ra. Ban đầu, phiên bản này chỉ có thể được mua trực tiếp ở các quầy bán đồ lưu niệm tại một số buổi diễn nhất định, bất đầu từ buổi diễn ở East Rutherford, New Jersey diễn ra vào ngày 26 tháng 5 năm 2023. Phiên bản này bao gồm bài hát bổ sung "You're Losing Me" được người hâm mộ của Swift "háo hức mong chờ"; theo Variety, họ nóng lòng mua được CD đến mức xếp hàng bên ngoài sân vân động một ngày trước khi các quầy bán đồ lưu niệm mở cửa.
Ngày 5 tháng 5 năm 2023, trong buổi diễn đầu tiên của chuyến lưu diễn tại Nashville, Swift công bố rằng cô sẽ phát hành album tái thu âm thứ ba của mình, Speak Now (Taylor's Version), vào ngày 7 tháng 7. Cô cũng công chiếu hai video âm nhạc, đều do cô tự viết kịch bản và đạo diễn, "Karma" với sự góp mặt của nữ rapper Ice Spice và "I Can See You", lần lượt trong buổi diễn đầu tiên ở East Rutherford và buổi diễn đầu tiên ở Kansas City. Ngày 9 tháng 8, trong buổi diễn cuối cùng ở Los Angeles, Swift công bố rằng 1989 (Taylor's Version), album tái thu âm thứ tư của cô, sẽ được phát hành vào ngày 27 tháng 10, đúng chín năm kể từ ngày phát hành ban đầu của 1989. Ngày 3 tháng 11, Hits đưa tin rằng việc phát hành một album trực tiếp cho chuyến lưu diễn đang được thảo luận.
Ngày 16 tháng 2 năm 2024, trong buổi diễn đầu tiên tại Melbourne, Swift công bố phiên bản bìa đặc biệt thứ hai của The Tortured Poets Department, được bổ sung bài hát "The Bolter". Cô công bố một phiên bản bìa đặc biệt khác của album, được bổ sung bài hát "The Albatross", vào ngày 23 thàng 2 trong buổi diễn đầu tiên ở Sydney. Phiên bản bìa đặc biệt thứ tư của album, được bổ sung bài hát "The Black Dog", được công bố vào ngày 3 tháng 3 trong buổi diễn thứ hai ở Singapore. Ngày 20 tháng 8, Swift công chiếu video âm nhạc của "I Can Do It with a Broken Heart", một bài hát được lấy cảm hứng từ chuyến lưu diễn, sau khi cô rời khỏi sân khấu ở cuối buổi diễn thứ tám tại Luân Đôn. Video bao gồm những đoạn phim quay lại các màn biểu diễn, buổi diễn tập và khoảng khắc hậu trường của chuyến lưu diễn.

### Phim
Ngày 31 tháng 10 năm 2023, Swift phát hành một bộ phim hòa nhạc do mình tự sản xuất và Sam Wrench đạo diễn, Những kỷ nguyên của Taylor Swift, tại các rạp trên toàn thế giới. Bộ phim được sản xuất từ tư liệu ghi hình các buổi diễn của chuyến lưu diễn tại sân vận động SoFi, Los Angeles. Swift đã trực tiếp hợp tác với các rạp chiếu phim để vừa phân phối vừa chiếu bộ phim thay vì phải thông qua một hãng phim lớn, một điều chưa từng có tiền lệ. Bộ phim nhận được phản hồi tích cực vì đã truyền tải được sự ấn tượng và năng lượng của chuyến lưu diễn, và là bộ phim hòa nhạc có doanh thu cao nhất mọi thời đại.

### Sách
Ngày 15 tháng 10 năm 2024, Swift công bố trên Good Morning America rằng cô sẽ xuất bản cuốn sách đầu tiên của mình, Taylor Swift: The Eras Tour Book. Dài 256 trang, cuốn sách bao gồm hơn 500 hình ảnh được chụp trên sân khấu và phía sau hậu trường của chuyến lưu diễn, cũng như những lời suy ngẫm và ghi chú của chính Swift. Cuốn sách đánh dấu việc Swift tự thành lập nhà xuất bản của riêng mình, Taylor Swift Publications.
Taylor Swift: The Eras Tour Book được phát hành độc quyền tại các cửa hàng của Target vào ngày thứ Sáu Đen, 29 tháng 11 năm 2024. Theo Circana BookScan, cuốn sách bán được 814.000 bản trong hai ngày đầu tiên kể từ khi được phát hành. Đây là doanh số trong một tuần cao thứ hai kể từ năm 2001, sau A Promised Land (2020) của Barack Obama. Sau khi bán được hơn một triệu bản trong tuần đầu tiên chỉ tính riêng tại Mỹ, Taylor Swift: The Eras Tour Book đã trở thành cuốn sách bán chạy nhất năm 2024.

## Ảnh hưởng
Rob Sheffield, Rolling Stone
The Eras Tour đã gây ảnh hưởng đến ngành công nghiệp âm nhạc, giới giải trí và hơn thế nữa. Chuyến lưu diễn được miêu tả là một hiện tượng văn hóa nổi bật của thế kỷ 21, thu hút sự chú ý ở một mức độ tương tự với Beatlemania trong những năm 1960. Chuyến lưu diễn đã thúc đẩy nền kinh tế ở những địa điểm mà nó được tổ chức thông qua việc hồi sinh các doanh nghiệp và ngành du lịch địa phương, thu hút một lượng lớn người theo dõi bên ngoài các sân vận động, thống trị các bản tin và nền tảng mạng xã hội, cũng như được các chính phủ và tổ chức vinh danh. Các nhà phê bình nhiều lần miêu tả The Eras Tour là một hiện tượng độc tôn văn hóa thể hiện tầm ảnh hưởng của Swift đến văn hóa đại chúng. Chuyến lưu diễn cũng giúp các sản phẩm âm nhạc của cô được công chúng tiêu thụ nhiều hơn. Giá trị tài sản ròng của Swift tăng từ 740 triệu đô la ở thời điểm chuyến lưu diễn chưa diễn ra lên 1,1 tỉ đô la sau 57 buổi diễn đầu tiên, giúp cô trở thành tỷ phú đầu tiên trong lịch sử có nguồn thu nhập chủ yếu đến từ âm nhạc.

## Danh sách biểu diễn

### Tháng 3 năm 2023 đến tháng 3 năm 2024
Danh sách biểu diễn này được lấy từ buổi biểu diễn ở Glendale vào ngày 17 tháng 3 năm 2023. Nó không đại diện cho tất cả các buổi biểu diễn trong suốt chuyến lưu diễn.
| Màn I – Lover 1. "Miss Americana & the Heartbreak Prince" 2. "Cruel Summer" 3. "The Man" 4. "You Need to Calm Down" 5. "Lover" 6. "The Archer" Màn II – Fearless 1. "Fearless" 2. "You Belong with Me" 3. "Love Story" Màn III – Evermore 1. "'Tis the Damn Season" 2. "Willow" 3. "Marjorie" 4. "Champagne Problems" 5. "Tolerate It" | Màn IV – Reputation 1. "...Ready for It?" 2. "Delicate" 3. "Don't Blame Me" 4. "Look What You Made Me Do" Màn V – Speak Now 1. "Enchanted" Màn VI – Red 1. "22" 2. "We Are Never Ever Getting Back Together" 3. "I Knew You Were Trouble" 4. "All Too Well (10 Minute Version)" Màn VII – Folklore 1. "Seven" (nối xen kẽ) / "Invisible String" 2. "Betty" 3. "The Last Great American Dynasty" 4. "August" 5. "Illicit Affairs" 6. "My Tears Ricochet" 7. "Cardigan" | Màn VIII – 1989 1. "Style" 2. "Blank Space" 3. "Shake It Off" 4. "Wildest Dreams" 5. "Bad Blood" Màn IX – Biểu diễn acoustic 1. Bài hát bất ngờ bằng guitar 2. Bài hát bất ngờ bằng piano Màn X – Midnights 1. "Lavender Haze" 2. "Anti-Hero" 3. "Midnight Rain" 4. "Vigilante Shit" 5. "Bejeweled" 6. "Mastermind" 7. "Karma" |

#### Thay đổi
- "The 1" thay thế "Invisible String" bắt đầu từ buổi biểu diễn ở Arlington,[225] ngoại trừ buổi biểu diễn thứ hai ở Nashville, nơi Swift biểu diễn "Invisible String" để vinh danh chiếc băng ghế tại Công viên Centennial dành riêng cho cô.[226]
- "Nothing New" được thêm vào trước "All Too Well (10 Minute Version)" tại các buổi biểu diễn do Phoebe Bridgers mở màn, người trình diễn bài hát cùng Swift.[227][228]
- "Long Live" được thêm vào sau "Enchanted" như một phần của màn Speak Now sau khi phát hành Speak Now (Taylor's Version), bắt đầu từ các buổi biểu diễn ở Thành phố Kansas.[225][229]
- "No Body, No Crime" thay thế "'Tis the Damn Season" tại các buổi biểu diễn do Haim mở màn, ban nhạc biểu diễn bài hát cùng Swift.[230]

### Tháng 5 đến tháng 12 năm 2024
| Màn I – Lover 1. "Miss Americana & the Heartbreak Prince" 2. "Cruel Summer" 3. "The Man" 4. "You Need to Calm Down" 5. "Lover" Màn II – Fearless 1. "Fearless" 2. "You Belong with Me" 3. "Love Story" Màn III – Red 1. "22" 2. "We Are Never Ever Getting Back Together" 3. "I Knew You Were Trouble" 4. "All Too Well (10 Minute Version)" Màn IV – Speak Now 1. "Enchanted" | Màn V – Reputation 1. "...Ready for It?" 2. "Delicate" 3. "Don't Blame Me" 4. "Look What You Made Me Do" Màn VI – Folklore & Evermore 1. "Cardigan" 2. "Betty" 3. "Champagne Problems" 4. "August" 5. "Illicit Affairs" 6. "My Tears Ricochet" 7. "Marjorie" 8. "Willow" Màn VII – 1989 1. "Style" 2. "Blank Space" 3. "Shake It Off" 4. "Wildest Dreams" 5. "Bad Blood" | Màn VIII – The Tortured Poets Department 1. "But Daddy I Love Him" / "So High School" 2. "Who's Afraid of Little Old Me?" 3. "Down Bad" 4. "Fortnight" 5. "The Smallest Man Who Ever Lived" 6. "I Can Do It with a Broken Heart" Màn IX – Biểu diễn acoustic 1. Bài hát bất ngờ bằng guitar 2. Bài hát bất ngờ bằng piano Màn X – Midnights 1. "Lavender Haze" 2. "Anti-Hero" 3. "Midnight Rain" 4. "Vigilante Shit" 5. "Bejeweled" 6. "Mastermind" 7. "Karma" |

#### Thay đổi
- Buổi biểu diễn cuối cùng ở London và ba buổi biểu diễn ở Miami, Swift biểu diễn "Florida!!!" với Florence Welch của Florence and the Machine trước bài "Who's Afraid of Little Old Me?".[231][232][233]

## Lịch diễn
| Ngày (2023) | Thành phố       | Quốc gia  | Địa điểm tổ chức                | Nghệ sĩ mở màn                | Lượng khán giả | Doanh thu |
| ----------- | --------------- | --------- | ------------------------------- | ----------------------------- | -------------- | --------- |
| 17 tháng 3  | Glendale        | Mỹ        | State Farm Stadium              | Paramore Gayle                | —              | —         |
| 18 tháng 3  | Glendale        | Mỹ        | State Farm Stadium              | Paramore Gayle                | —              | —         |
| 24 tháng 3  | Paradise        | Mỹ        | Allegiant Stadium               | Beabadoobee Gayle             | —              | —         |
| 25 tháng 3  | Paradise        | Mỹ        | Allegiant Stadium               | Beabadoobee Gayle             | —              | —         |
| 31 tháng 3  | Arlington       | Mỹ        | AT&T Stadium                    | Muna Gayle                    | —              | —         |
| 1 tháng 4   | Arlington       | Mỹ        | AT&T Stadium                    | Beabadoobee Gracie Abrams     | —              | —         |
| 2 tháng 4   | Arlington       | Mỹ        | AT&T Stadium                    | Beabadoobee Gracie Abrams     | —              | —         |
| 13 tháng 4  | Tampa           | Mỹ        | Raymond James Stadium           | Beabadoobee Gayle             | —              | —         |
| 14 tháng 4  | Tampa           | Mỹ        | Raymond James Stadium           | Beabadoobee Gracie Abrams     | —              | —         |
| 15 tháng 4  | Tampa           | Mỹ        | Raymond James Stadium           | Beabadoobee Gracie Abrams     | —              | —         |
| 21 tháng 4  | Houston         | Mỹ        | NRG Stadium                     | Beabadoobee Gracie Abrams     | —              | —         |
| 22 tháng 4  | Houston         | Mỹ        | NRG Stadium                     | Beabadoobee Gracie Abrams     | —              | —         |
| 23 tháng 4  | Houston         | Mỹ        | NRG Stadium                     | Beabadoobee Gracie Abrams     | —              | —         |
| 28 tháng 4  | Atlanta         | Mỹ        | Mercedes-Benz Stadium           | Beabadoobee Gracie Abrams     | —              | —         |
| 29 tháng 4  | Atlanta         | Mỹ        | Mercedes-Benz Stadium           | Beabadoobee Gracie Abrams     | —              | —         |
| 30 tháng 4  | Atlanta         | Mỹ        | Mercedes-Benz Stadium           | Muna Gayle                    | —              | —         |
| 5 tháng 5   | Nashville       | Mỹ        | Nissan Stadium                  | Phoebe Bridgers Gracie Abrams | —              | —         |
| 6 tháng 5   | Nashville       | Mỹ        | Nissan Stadium                  | Phoebe Bridgers Gayle         | —              | —         |
| 7 tháng 5   | Nashville       | Mỹ        | Nissan Stadium                  | —                             | —              | —         |
| 12 tháng 5  | Philadelphia    | Mỹ        | Lincoln Financial Field         | Phoebe Bridgers Gayle         | —              | —         |
| 13 tháng 5  | Philadelphia    | Mỹ        | Lincoln Financial Field         | Phoebe Bridgers Gayle         | —              | —         |
| 14 tháng 5  | Philadelphia    | Mỹ        | Lincoln Financial Field         | Phoebe Bridgers Gracie Abrams | —              | —         |
| 19 tháng 5  | Foxborough      | Mỹ        | Gillette Stadium                | Phoebe Bridgers Gayle         | —              | —         |
| 20 tháng 5  | Foxborough      | Mỹ        | Gillette Stadium                | Phoebe Bridgers Gayle         | —              | —         |
| 21 tháng 5  | Foxborough      | Mỹ        | Gillette Stadium                | Phoebe Bridgers Gracie Abrams | —              | —         |
| 26 tháng 5  | East Rutherford | Mỹ        | MetLife Stadium                 | Phoebe Bridgers Gayle         | —              | —         |
| 27 tháng 5  | East Rutherford | Mỹ        | MetLife Stadium                 | Phoebe Bridgers Gracie Abrams | —              | —         |
| 28 tháng 5  | East Rutherford | Mỹ        | MetLife Stadium                 | Phoebe Bridgers Owenn         | —              | —         |
| 2 tháng 6   | Chicago         | Mỹ        | Soldier Field                   | Girl in Red Owenn             | —              | —         |
| 3 tháng 6   | Chicago         | Mỹ        | Soldier Field                   | Girl in Red Owenn             | —              | —         |
| 4 tháng 6   | Chicago         | Mỹ        | Soldier Field                   | Muna Gracie Abrams            | —              | —         |
| 9 tháng 6   | Detroit         | Mỹ        | Ford Field                      | Girl in Red Gracie Abrams     | —              | —         |
| 10 tháng 6  | Detroit         | Mỹ        | Ford Field                      | Girl in Red Owenn             | —              | —         |
| 16 tháng 6  | Pittsburgh      | Mỹ        | Acrisure Stadium                | Girl in Red Gracie Abrams     | —              | —         |
| 17 tháng 6  | Pittsburgh      | Mỹ        | Acrisure Stadium                | Girl in Red Owenn             | —              | —         |
| 23 tháng 6  | Minneapolis     | Mỹ        | U.S. Bank Stadium               | Girl in Red Gracie Abrams     | —              | —         |
| 24 tháng 6  | Minneapolis     | Mỹ        | U.S. Bank Stadium               | Girl in Red Owenn             | —              | —         |
| 30 tháng 6  | Cincinnati      | Mỹ        | Paycor Stadium                  | Muna Gracie Abrams            | —              | —         |
| 1 tháng 7   | Cincinnati      | Mỹ        | Paycor Stadium                  | Muna                          | —              | —         |
| 7 tháng 7   | Kansas City     | Mỹ        | GEHA Field at Arrowhead Stadium | Muna Gracie Abrams            | —              | —         |
| 8 tháng 7   | Kansas City     | Mỹ        | GEHA Field at Arrowhead Stadium | Muna Gracie Abrams            | —              | —         |
| 14 tháng 7  | Denver          | Mỹ        | Empower Field at Mile High      | Muna Gracie Abrams            | —              | —         |
| 15 tháng 7  | Denver          | Mỹ        | Empower Field at Mile High      | Muna Gracie Abrams            | —              | —         |
| 22 tháng 7  | Seattle         | Mỹ        | Lumen Field                     | Haim Gracie Abrams            | —              | —         |
| 23 tháng 7  | Seattle         | Mỹ        | Lumen Field                     | Haim Gracie Abrams            | —              | —         |
| 28 tháng 7  | Santa Clara     | Mỹ        | Levi's Stadium                  | Haim Gracie Abrams            | —              | —         |
| 29 tháng 7  | Santa Clara     | Mỹ        | Levi's Stadium                  | Haim Gracie Abrams            | —              | —         |
| 3 tháng 8   | Inglewood       | Mỹ        | SoFi Stadium                    | Haim Gracie Abrams            | —              | —         |
| 4 tháng 8   | Inglewood       | Mỹ        | SoFi Stadium                    | Haim Owenn                    | —              | —         |
| 5 tháng 8   | Inglewood       | Mỹ        | SoFi Stadium                    | Haim Gayle                    | —              | —         |
| 7 tháng 8   | Inglewood       | Mỹ        | SoFi Stadium                    | Haim Gracie Abrams            | —              | —         |
| 8 tháng 8   | Inglewood       | Mỹ        | SoFi Stadium                    | Haim Gracie Abrams            | —              | —         |
| 9 tháng 8   | Inglewood       | Mỹ        | SoFi Stadium                    | Haim Gayle                    | —              | —         |
| 24 tháng 8  | Mexico City     | Mexico    | Foro Sol                        | Sabrina Carpenter             | —              | —         |
| 25 tháng 8  | Mexico City     | Mexico    | Foro Sol                        | Sabrina Carpenter             | —              | —         |
| 26 tháng 8  | Mexico City     | Mexico    | Foro Sol                        | Sabrina Carpenter             | —              | —         |
| 27 tháng 8  | Mexico City     | Mexico    | Foro Sol                        | Sabrina Carpenter             | —              | —         |
| 9 tháng 11  | Buenos Aires    | Argentina | Estadio River Plate             | Sabrina Carpenter Louta       | —              | —         |
| 11 tháng 11 | Buenos Aires    | Argentina | Estadio River Plate             | Sabrina Carpenter Louta       | —              | —         |
| 12 tháng 11 | Buenos Aires    | Argentina | Estadio River Plate             | Sabrina Carpenter Louta       | —              | —         |
| 17 tháng 11 | Rio de Janeiro  | Brazil    | Estádio Olímpico Nilton Santos  | Sabrina Carpenter             | —              | —         |
| 19 tháng 11 | Rio de Janeiro  | Brazil    | Estádio Olímpico Nilton Santos  | Sabrina Carpenter             | —              | —         |
| 20 tháng 11 | Rio de Janeiro  | Brazil    | Estádio Olímpico Nilton Santos  | Sabrina Carpenter             | —              | —         |
| 24 tháng 11 | São Paulo       | Brazil    | Allianz Parque                  | Sabrina Carpenter             | —              | —         |
| 25 tháng 11 | São Paulo       | Brazil    | Allianz Parque                  | Sabrina Carpenter             | —              | —         |
| 26 tháng 11 | São Paulo       | Brazil    | Allianz Parque                  | Sabrina Carpenter             | —              | —         |

| Ngày (2024) | Thành phố        | Quốc gia    | Địa điểm tổ chức           | Nghệ sĩ mở màn             | Lượng khán giả                 | Doanh thu      |
| ----------- | ---------------- | ----------- | -------------------------- | -------------------------- | ------------------------------ | -------------- |
| 7 tháng 2   | Tokyo            | Nhật Bản    | Tokyo Dome                 | —                          | —                              | —              |
| 8 tháng 2   | Tokyo            | Nhật Bản    | Tokyo Dome                 | —                          | —                              | —              |
| 9 tháng 2   | Tokyo            | Nhật Bản    | Tokyo Dome                 | —                          | —                              | —              |
| 10 tháng 2  | Tokyo            | Nhật Bản    | Tokyo Dome                 | —                          | —                              | —              |
| 16 tháng 2  | Melbourne        | Úc          | Melbourne Cricket Ground   | Sabrina Carpenter          | —                              | —              |
| 17 tháng 2  | Melbourne        | Úc          | Melbourne Cricket Ground   | Sabrina Carpenter          | —                              | —              |
| 18 tháng 2  | Melbourne        | Úc          | Melbourne Cricket Ground   | Sabrina Carpenter          | —                              | —              |
| 23 tháng 2  | Sydney           | Úc          | Accor Stadium              | —                          | —                              | —              |
| 24 tháng 2  | Sydney           | Úc          | Accor Stadium              | Sabrina Carpenter          | —                              | —              |
| 25 tháng 2  | Sydney           | Úc          | Accor Stadium              | Sabrina Carpenter          | —                              | —              |
| 26 tháng 2  | Sydney           | Úc          | Accor Stadium              | Sabrina Carpenter          | —                              | —              |
| 2 tháng 3   | Singapore        | Singapore   | Singapore National Stadium | Sabrina Carpenter          | —                              | —              |
| 3 tháng 3   | Singapore        | Singapore   | Singapore National Stadium | Sabrina Carpenter          | —                              | —              |
| 4 tháng 3   | Singapore        | Singapore   | Singapore National Stadium | Sabrina Carpenter          | —                              | —              |
| 7 tháng 3   | Singapore        | Singapore   | Singapore National Stadium | Sabrina Carpenter          | —                              | —              |
| 8 tháng 3   | Singapore        | Singapore   | Singapore National Stadium | Sabrina Carpenter          | —                              | —              |
| 9 tháng 3   | Singapore        | Singapore   | Singapore National Stadium | Sabrina Carpenter          | —                              | —              |
| 9 tháng 5   | Nanterre         | Pháp        | Paris La Défense Arena     | Paramore                   | —                              | —              |
| 10 tháng 5  | Nanterre         | Pháp        | Paris La Défense Arena     | Paramore                   | —                              | —              |
| 11 tháng 5  | Nanterre         | Pháp        | Paris La Défense Arena     | Paramore                   | —                              | —              |
| 12 tháng 5  | Nanterre         | Pháp        | Paris La Défense Arena     | Paramore                   | —                              | —              |
| 17 tháng 5  | Stockholm        | Thụy Điển   | Friends Arena              | Paramore                   | —                              | —              |
| 18 tháng 5  | Stockholm        | Thụy Điển   | Friends Arena              | Paramore                   | —                              | —              |
| 19 tháng 5  | Stockholm        | Thụy Điển   | Friends Arena              | Paramore                   | —                              | —              |
| 24 tháng 5  | Lisbon           | Bồ Đào Nha  | Estádio da Luz             | Paramore                   | —                              | —              |
| 25 tháng 5  | Lisbon           | Bồ Đào Nha  | Estádio da Luz             | Paramore                   | —                              | —              |
| 29 tháng 5  | Madrid           | Tây Ban Nha | Estadio Santiago Bernabéu  | Paramore                   | —                              | —              |
| 30 tháng 5  | Madrid           | Tây Ban Nha | Estadio Santiago Bernabéu  | Paramore                   | —                              | —              |
| 2 tháng 6   | Décines-Charpieu | Pháp        | Groupama Stadium           | Paramore                   | —                              | —              |
| 3 tháng 6   | Décines-Charpieu | Pháp        | Groupama Stadium           | Paramore                   | —                              | —              |
| 7 tháng 6   | Edinburgh        | Scotland    | Murrayfield Stadium        | Paramore                   | —                              | —              |
| 8 tháng 6   | Edinburgh        | Scotland    | Murrayfield Stadium        | Paramore                   | —                              | —              |
| 9 tháng 6   | Edinburgh        | Scotland    | Murrayfield Stadium        | Paramore                   | —                              | —              |
| 13 tháng 6  | Liverpool        | Anh         | Anfield                    | Paramore                   | —                              | —              |
| 14 tháng 6  | Liverpool        | Anh         | Anfield                    | Paramore                   | —                              | —              |
| 15 tháng 6  | Liverpool        | Anh         | Anfield                    | Paramore                   | —                              | —              |
| 18 tháng 6  | Cardiff          | Xứ Wales    | Principality Stadium       | Paramore                   | —                              | —              |
| 21 tháng 6  | Luân Đôn         | Anh         | Wembley Stadium            | Paramore Mette             | —                              | —              |
| 22 tháng 6  | Luân Đôn         | Anh         | Wembley Stadium            | Paramore Griff             | —                              | —              |
| 23 tháng 6  | Luân Đôn         | Anh         | Wembley Stadium            | Paramore Benson Boone      | —                              | —              |
| 28 tháng 6  | Dublin           | Ireland     | Aviva Stadium              | Paramore                   | —                              | —              |
| 29 tháng 6  | Dublin           | Ireland     | Aviva Stadium              | Paramore                   | —                              | —              |
| 30 tháng 6  | Dublin           | Ireland     | Aviva Stadium              | Paramore                   | —                              | —              |
| 4 tháng 7   | Amsterdam        | Hà Lan      | Johan Cruyff Arena         | Paramore                   | —                              | —              |
| 5 tháng 7   | Amsterdam        | Hà Lan      | Johan Cruyff Arena         | Paramore                   | —                              | —              |
| 6 tháng 7   | Amsterdam        | Hà Lan      | Johan Cruyff Arena         | Paramore                   | —                              | —              |
| 9 tháng 7   | Zürich           | Thụy Sĩ     | Letzigrund                 | Paramore                   | —                              | —              |
| 10 tháng 7  | Zürich           | Thụy Sĩ     | Letzigrund                 | Paramore                   | —                              | —              |
| 13 tháng 7  | Milan            | Ý           | San Siro                   | Paramore                   | —                              | —              |
| 14 tháng 7  | Milan            | Ý           | San Siro                   | Paramore                   | —                              | —              |
| 17 tháng 7  | Gelsenkirchen    | Đức         | Veltins-Arena              | Paramore                   | —                              | —              |
| 18 tháng 7  | Gelsenkirchen    | Đức         | Veltins-Arena              | Paramore                   | —                              | —              |
| 19 tháng 7  | Gelsenkirchen    | Đức         | Veltins-Arena              | Paramore                   | —                              | —              |
| 23 tháng 7  | Hamburg          | Đức         | Volksparkstadion           | Paramore                   | —                              | —              |
| 24 tháng 7  | Hamburg          | Đức         | Volksparkstadion           | Paramore                   | —                              | —              |
| 27 tháng 7  | Munich           | Đức         | Olympiastadion             | Paramore                   | —                              | —              |
| 28 tháng 7  | Munich           | Đức         | Olympiastadion             | Paramore                   | —                              | —              |
| 1 tháng 8   | Warsaw           | Ba Lan      | PGE Narodowy               | Paramore                   | —                              | —              |
| 2 tháng 8   | Warsaw           | Ba Lan      | PGE Narodowy               | Paramore                   | —                              | —              |
| 3 tháng 8   | Warsaw           | Ba Lan      | PGE Narodowy               | Paramore                   | —                              | —              |
| 15 tháng 8  | Luân Đôn         | Anh         | Wembley Stadium            | Paramore Sofia Isella      | —                              | —              |
| 16 tháng 8  | Luân Đôn         | Anh         | Wembley Stadium            | Paramore Holly Humberstone | —                              | —              |
| 17 tháng 8  | Luân Đôn         | Anh         | Wembley Stadium            | Paramore Suki Waterhouse   | —                              | —              |
| 19 tháng 8  | Luân Đôn         | Anh         | Wembley Stadium            | Paramore Maisie Peters     | —                              | —              |
| 20 tháng 8  | Luân Đôn         | Anh         | Wembley Stadium            | Paramore Raye              | —                              | —              |
| 18 tháng 10 | Miami Gardens    | Mỹ          | Hard Rock Stadium          | Gracie Abrams              | —                              | —              |
| 19 tháng 10 | Miami Gardens    | Mỹ          | Hard Rock Stadium          | Gracie Abrams              | —                              | —              |
| 20 tháng 10 | Miami Gardens    | Mỹ          | Hard Rock Stadium          | Gracie Abrams              | —                              | —              |
| 25 tháng 10 | New Orleans      | Mỹ          | Caesars Superdome          | Gracie Abrams              | —                              | —              |
| 26 tháng 10 | New Orleans      | Mỹ          | Caesars Superdome          | Gracie Abrams              | —                              | —              |
| 27 tháng 10 | New Orleans      | Mỹ          | Caesars Superdome          | Gracie Abrams              | —                              | —              |
| 1 tháng 11  | Indianapolis     | Mỹ          | Lucas Oil Stadium          | Gracie Abrams              | —                              | —              |
| 2 tháng 11  | Indianapolis     | Mỹ          | Lucas Oil Stadium          | Gracie Abrams              | —                              | —              |
| 3 tháng 11  | Indianapolis     | Mỹ          | Lucas Oil Stadium          | Gracie Abrams              | —                              | —              |
| 14 tháng 11 | Toronto          | Canada      | Rogers Centre              | Gracie Abrams              | —                              | —              |
| 15 tháng 11 | Toronto          | Canada      | Rogers Centre              | Gracie Abrams              | —                              | —              |
| 16 tháng 11 | Toronto          | Canada      | Rogers Centre              | Gracie Abrams              | —                              | —              |
| 21 tháng 11 | Toronto          | Canada      | Rogers Centre              | Gracie Abrams              | —                              | —              |
| 22 tháng 11 | Toronto          | Canada      | Rogers Centre              | Gracie Abrams              | —                              | —              |
| 23 tháng 11 | Toronto          | Canada      | Rogers Centre              | Gracie Abrams              | —                              | —              |
| 6 tháng 12  | Vancouver        | Canada      | BC Place                   | Gracie Abrams              | —                              | —              |
| 7 tháng 12  | Vancouver        | Canada      | BC Place                   | Gracie Abrams              | —                              | —              |
| 8 tháng 12  | Vancouver        | Canada      | BC Place                   | Gracie Abrams              | —                              | —              |
| Tổng cộng   | Tổng cộng        | Tổng cộng   | Tổng cộng                  | Tổng cộng                  | 10.168.008 / 10.168.008 (100%) | $2.077.618.725 |

### Buổi diễn bị hủy bỏ
| Ngày (2024) | Thành phố | Quốc gia | Địa điểm tổ chức     | Nguyên nhân     | Chú thích |
| ----------- | --------- | -------- | -------------------- | --------------- | --------- |
| 8 tháng 8   | Viên      | Áo       | Ernst-Happel-Stadion | Âm mưu khủng bố | [ 245 ]   |
| 9 tháng 8   | Viên      | Áo       | Ernst-Happel-Stadion | Âm mưu khủng bố | [ 245 ]   |
| 10 tháng 8  | Viên      | Áo       | Ernst-Happel-Stadion | Âm mưu khủng bố | [ 245 ]   |

## Nhân sự
Trích từ danh đề của bộ phim hòa nhạc Những kỷ nguyên của Taylor Swift.
- Taylor Swift – ca sĩ chính, guitar, piano

Ban nhạc
- Max Bernstein – đồng trưởng ban nhạc, guitar, keyboard, pedal steel
- Matt Billingslea – trống
- Karina DePiano – piano
- Amos Heller – guitar bass, keyboard bass
- Mike Meadows – đồng trưởng ban nhạc, guitar, keyboard, harmonica, cello, mandolin, ca sĩ hát nền
- Paul Sidoti – guitar
- Jeslyn Gorman – ca sĩ hát nền (ngoại trừ các buổi diễn ở Seattle, Mỹ Latinh, Tokyo và Melbourne)
- Kamilah Marshall – ca sĩ hát nền
- Melanie Nyema – ca sĩ hát nền, tambourine
- Eliotte Woodford – ca sĩ hát nền (ngoại trừ các buổi diễn ở Hamburg, Munich, Warsaw và Luân Đôn)

Vũ công
- Amanda Balen – đội trưởng vũ công và phó biên đạo
- Taylor Banks
- Karen Chuang
- Audrey Douglass
- Tori Evans
- Natalie Lecznar
- Tamiya Lewis
- Sam McWilliams
- Sydney Moss
- Natalie Peterson
- Jan Ravnik
- Kameron Saunders
- Kevin Scheitzbach
- Raphael Thomas
- Whyley Yoshimura